# Bianca Urbanke
Bianca Urbanke-Rösicke, född 17 september 1967 i Ludwigsfelde, Östtyskland, är en tysk före detta handbollsspelare. Hon blev världsmästare i det tyska landslaget 1993. Hon spelade som högernia.

## Klubbkarriär
Urbankes mamma hade spelat handboll vilket ledde till att Bianca Urbanke började spela handboll vid sex års ålder i BSG Lok Rangsdorf. År 1980 delegerades klubben till Fritz Lesch Children's and Youth Sports School i Frankfurt an der Oder. Skolan samarbetade med handbollssektionen i ASK Vorwärts Frankfurt, som var en av de bästa damhandbollsklubbarna i Östtyskland på 1980-talet. Inför säsongen 1985/1986 flyttades Urbanke upp från juniorlaget till damlaget. Hon vann tre mästerskapstitlar 1986, 1987 och 1990 i Östtyskland med klubben tillsammans med andra spelare som Silke Fittinger och Katrin Krüger.
Vid Östtysklands upplösning 1990 skrev Urbanke kontrakt med Bayer 04 Leverkusen i slutet av säsongen. Med Leverkusen vann hon tyska cupen säsongen 1990/1991 och nådde finalen i IHF Cupen, som klubben dock förlorade mot Lokomotiv Zagreb. Efter två säsonger till för Leverkusen skrev Urbanke kontrakt med TV Lützellinden för säsongen 1993/1994. Med klubben vann hon sin andra mästerskapstitel. TV Lützellinden spelade i EHF Champions League, men misslyckades med att nå finalen på grund av sämre målskillnad mot Vasas Budapest. Urbanke blev osams med lagets tränare Jürgen Gerlach och hon var gravid. Hon återvände då till sin gamla klubb i Frankfurt inför säsongen 1994/1995. Klubben hade ombildats till Frankfurt HC. Klubben blev ledande inom tysk damhandboll under de följande åren, inte minst med hjälp av Urbanke. 
Från 1999 spelade Urbanke två år i den spanska klubben El Ferrobús Mislata. Med den spanska klubben vann hon EHF-cupen under sin första säsong och slutade trea i EHF Women's Champions Trophy. Klubben slutade tvåa i det spanska mästerskapet och nådde den spanska cupfinalen. Säsongen därefter kom klubben åter tvåa  i ligan men vann den spanska cupen. Urbanke förlängde inte sitt kontrakt året efter.
I februari 2001 beslöt hon återvända till gamla klubben i Frankfurt. 2001 spelade Frankfurter HC i den andra Bundesliga efter att ha blivit nedflyttade från Bundesliga säsongen 1999/2000. Förhoppningen var att delstaten Brandenburg skulle ge en garanti för att täcka klubbens gamla skulder. Dessa förväntningar uppfylldes. Med maken Rösicke som tränare och Urbanke som lagkapten kom laget tillbaka till Bundesliga säsongen 2001/2002. Klubben slutade på fjärde plats säsongen 2002/03 och vann tyska cupen. 35 år gammal blev Urbanke skyttedrottning i Bundesliga och vald till säsongens spelare 2002/2003. Säsongen därefter 2003/2004, vann Frankturt HC den tyska mästerskapstiteln, och Urbanke blev åter årets handbollsspelare. Efter  2004 avslutade Urbanke sin handbollskarriär. Men mindre än ett år senare, i mars 2005, gjorde hon comeback i Thüringer HC som spelade i andra bundesliga. Hon spelade där till slutet av säsongen då laget uppflyttades till Bundesliga.

## Landslag
Bianca Urbanke-Rösicke blev uttagen till Östtysklands damlandslag i handboll 1986, men hon deltog inte i några mästerskapsturneringar för östtyska DHV. Hon missade VM 1990 i Sydkorea eftersom hon redan hade fått tyskt medborgarskap när hon flyttade till Bayer 04 Leverkusen och därför inte längre var berättigad att spela för DHV. Hon spelade sedan 207 landskamper för det västtyska landslaget och gjorde 775 mål. Urbanke mästerskapsdebuterade vid de olympiska spelen 1992 i Barcelona och slutade på fjärde plats det tyska laget. Året därpå blev hon världsmästare under tränaren Lothar Doering vid världsmästerskapet i handboll för damer 1993 och laget bäste målskytt. 1994 vid EM kom hon tvåa med laget i turneringen som spelades på hemmaplan i Tyskland.
Efter att ha fött barn var Urbanke inte längre lika dominant målgörare för landslaget, men hon var en framstående passningsspelare med stor förståelse för spelet. Tyskland fick nöja sig med en femteplats vid världsmästerskapen i handboll för damer 1995 i Österrike och Ungern. Vid de olympiska spelen 1996 i Atlanta petades Urbanke i öppningsmatchen av landslagstränaren Ekke Hoffmann och hon spelade endast sporadiskt i resten av turneringen. Tyskland slutade på sjätte plats. Efter OS-turneringen förklarade Urbanke: "Jag vill aldrig spela under den här tränaren igen. Jag vill dock betona att detta inte är en avgång. Jag skulle fortsätta under en annan tränare." Hon missade världsmästerskapet 1997 i Tyskland, där tyska landslaget slutade trea, och även EM 1998 i Nederländerna, där laget slutade sexa. Det var först under Lothar Doering återkomst 1999 som Urbanke övertalades av honom att spela för Tyskland igen. Vid VM 1999 blev laget placerat på sjundeplats och laget misslyckades att kvalificera sig till OS-turneringen 2000. Det blev avslutningen i hennes landslagskarriär.

## Privatliv
Bianca Urbanke-Rösicke är gift med handbollstränaren Dietmar Rösicke. Tillsammans har de två barn.